# جيم نورمان
جيم نورمان (بالإنجليزية: Jim Norman)‏ هو سياسي أمريكي، ولد في 3 سبتمبر 1953 في جاكسونفيل في الولايات المتحدة. حزبياً، نشط في Republican Party of Florida ‏ والحزب الجمهوري. وقد انتخب عضو مجلس ولاية فلوريدا.